# Larry Kohut

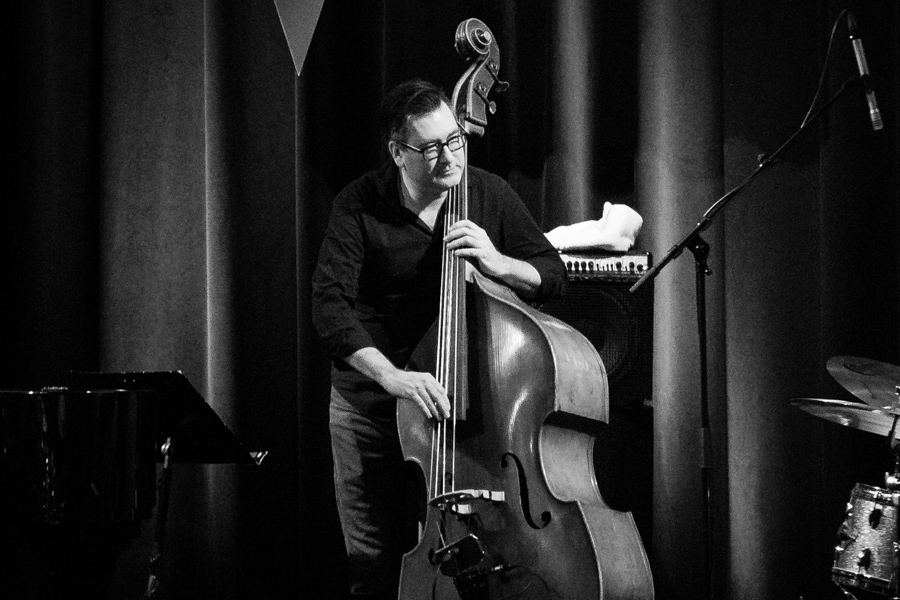
Larry Kohut (2020)
Bild: Tore Sætre

Larry Kohut (* in Chicago, Illinois) ist ein US-amerikanischer Jazzbassist (z. T. auch Pianist).
Kohut besuchte das Berklee College of Music in Boston und studierte an der Northern Illinois University. Er arbeitete unter anderem mit Michael Brecker, James Moody, George Coleman, Randy Brecker, Ramsey Lewis, George Garzone, Kenny Werner, Vinnie Colaiuta, Mel Tormé, Tony Bennett, Lynn Arriale, Patricia Barber, Kurt Elling, Ed Thigpen, Clark Terry, Von Freeman, Paul Wertico, Steve Turre, Barry Manilow, Larry Coryell, David „Fathead“ Newman und Hank Crawford. Er ist auf mehr als vierzig Alben als Sideman zu hören.
Daneben unterrichtet er Jazz am North Central College in Naperville, Illinois.